# Monohelea polychroma
Monohelea polychroma är en tvåvingeart som beskrevs av Jean Clastrier 1958.
Monohelea polychroma ingår i släktet Monohelea och familjen svidknott. Inga underarter finns listade i Catalogue of Life.